# Friedrich Wilhelm Schnitzler
Friedrich Wilhelm Schnitzler (n. 16 decembrie 1928, Ohnastetten, Germania - d. 15 iulie 2011) a fost un politician  german al Uniunii Creștin-Democrate (CDU).